# Estação Vía Argentina
A Estação Vía Argentina é uma das estações do Metrô do Panamá, situada na Cidade do Panamá, entre a Estação Iglesia del Carmen e a Estação Fernández de Córdoba. Administrada pela Metro de Panamá S.A., faz parte da Linha 1.
Foi inaugurada em 5 de abril de 2014. Localiza-se na Avenida Central España. Atende o corregimento Bella Vista.